# Bryan Marshall (Schauspieler)
Bryan Marshall (* 13. Mai 1938 in Clapham, London; † 25. Juni 2019) war ein britischer Schauspieler.

## Leben
Bryan Marshall war irischer Herkunft und wuchs im Londoner Stadtbezirk Battersea auf. Nach absolviertem Schauspielunterricht an der Royal Academy of Dramatic Art (RADA) folgten erste Auftritte am Bristol-Old-Vic-Theater. In Filmen trat Marshall mehrfach in militärischen Rollen auf. Als ein Höhepunkt seiner Filmkarriere gilt die Rolle eines zwielichtigen Stadtrates in dem Gangsterfilm Rififi am Karfreitag (1980) an der Seite von Bob Hoskins und Helen Mirren. Im Fernsehen spielte er Gastrollen in bekannten Serien wie Mit Schirm, Charme und Melone, Simon Templar, Die Profis, Robin Hood, In geheimer Mission und Dalziel und Pascoe – Mord in Yorkshire. Sein Schaffen ab 1964 umfasste mehr als 120 Film- und Fernsehproduktionen. Zuletzt trat er 2012 als Schauspieler in Erscheinung.

## Filmografie (Auswahl)
- 1966: Rasputin, der wahnsinnige Mönch (Rasputin: The Mad Monk)
- 1966: Der Teufel tanzt um Mitternacht (The Witches)
- 1967: Das grüne Blut der Dämonen (Quatermass and the Pit)
- 1971: Persuasion
- 1971: Ein Mann in der Wildnis (Man in the Wilderness)
- 1974: Die Frucht des Tropenbaumes (The Tamarind Seed)
- 1977: James Bond 007 – Der Spion, der mich liebte (The Spy Who Loved Me)
- 1978: Die Profis (The Professionals; Fernsehserie, Folge Hunter/Hunted)
- 1980: Rififi am Karfreitag (The Long Good Friday)
- 1980: Gegen den Wind (Buccaneer, Fernsehserie, 13 Folgen)
- 1983: BMX-Bandits (BMX Bandits)
- 1983: Die unglaublichen Geschichten von Roald Dahl (Tales of the Unexpected, Fernsehserie, 1 Folge)
- 1988: Die fliegenden Ärzte (The Flying Doctors, Fernsehserie, 1 Folge)
- 1989: The Punisher
- 1993: Time Trax – Zurück in die Zukunft (Time Trax, Fernsehserie, 1 Folge)
- 1994: Eine Liebe in Australien (Country Life)
- 1994: Cody – Schmutzige Geschäfte (Cody: A Family Affair)
- 1996: Chicken
- 1998: Heartbeat (Fernsehserie, 1 Folge)
- 1999: The Bill (Fernsehserie, 1 Folge)
- 2000: Selkie – Der Seehundmensch (Selkie)
- 2012: A Moody Christmas (Fernseh-Miniserie, eine Folge)